# Belvedér

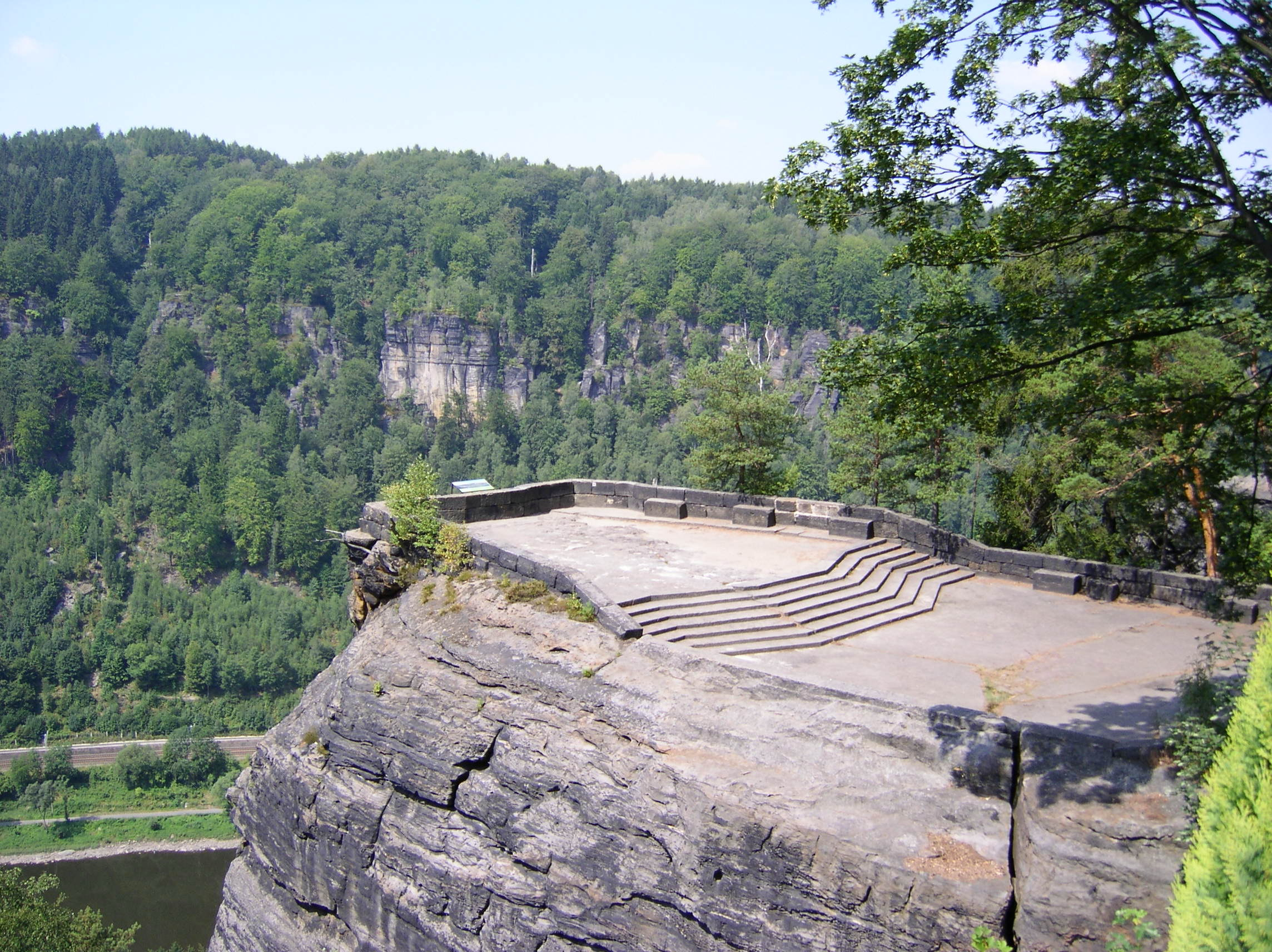
Vị trí địa điểm ngắm cảnh Belvedere

Belvedér (tiếng Đức, tiếng Anh: Belvedere) là địa điểm ngắm cảnh nổi tiếng nhất ở Vườn quốc gia České Švýcarsko, Cộng hòa Séc. Belvedér nằm trên thung lũng Elbe, gần đô thị Labská Stráň (Elbleiten) thuộc Quận Děčín của Cộng hòa Séc.

## Lịch sử
Vào thế kỷ 18, địa điểm này trở thành sân ngắm cảnh của hoàng tử Franz-Karl thuộc dòng dõi quý tộc Clary und Aldringen. Cạnh đó là một sân khấu nhỏ được tạo nên từ hốc tường nhân tạo, ban đầu nó được trang trí bằng một chiếc mặt nạ nhà hát, về sau bằng gia huy của gia đình quý tộc.
Giới quý tộc thường di chuyển trên một đại lộ từ lâu đài Bynovec để đến Belvedér. Năm 1790, một trận hỏa hoạn đã phá hủy lâu đài, từ đó họ không còn đến địa điểm này nữa.
Hiện nay, Belvedér là điểm đến du lịch được mở cửa tự do cho du khách đến tham quan. Địa điểm này đã diễn ra nhiều thay đổi, đầu tiên một nhà hàng lớn khai trương vào năm 1889. Đến năm 1945, địa điểm này trở thành nơi ở dành cho công nhân của một nhà máy gần đó. Cuối cùng, vào năm 1990 một tập đoàn tư nhân đã sở hữu khu đất này và họ đã cho xây dựng một khách sạn.

## Toàn cảnh
Belvedér có tầm nhìn rất tốt ra thung lũng Elbe cách đó chỉ khoảng 130 m. Đặc biệt khi bầu trời quang đãng du khách cũng có thể nhìn thấy thành phố Děčín (Tetschen). Đối diện ngay với thung lũng Elbe là ngôi làng nhỏ Dolní Žleb (Niedergrund). Xa hơn về phía hạ lưu là khu định cư Čertova Voda (Tschirte) và Podskalí (Rasseln).

Thung lũng Elbe nhìn từ điểm quan sát Belvedér